# Augsburg
Augsburg (régi magyar nevén Ágosta) város Németország Bajorország nevű tartományában. A mintegy 300 ezer lakosú Augsburg – München és Nürnberg után – Bajorország harmadik legnagyobb városa. Az Augsburgi egyházmegye székhelye. Lakosainak száma 303 150 fő (2023. december 31.).

## Etimológia
A város nevében az Augs- szótag Augustus római császárra utal, aki a Lech és a Wertach összefolyásánál talált kelta településnek az Augusta Windelicorum (Augustus városa a vendek földjén) nevet adta.

## Fekvése
Augsburg, a Sváb-Bajor-medencében, Bajorország délnyugati részén, Schwaben megyében található. Keletről Aichach-Friedberg megye határolja. Folyói a Lech és a Wertach. Szomszédos települései Königsbrunn, Stadtbergen, Neusäß és Gersthofen. A város 42 kerületből áll.

## Népesség
| Lakosok száma | 28 902 | 210 500 | 249 943 | 264 800 | 263 313 | 269 402 | 276 542 | 289 584 | 300 000 | 303 150 |
|               | 1808   | 1968    | 1975    | 1994    | 2008    | 2011    | 2013    | 2016    | 2019    | 2023    |

## Éghajlata
| Hónap                         | Jan. | Feb. | Már. | Ápr. | Máj. | Jún. | Júl. | Aug. | Szep. | Okt. | Nov. | Dec. | Év   |
| ----------------------------- | ---- | ---- | ---- | ---- | ---- | ---- | ---- | ---- | ----- | ---- | ---- | ---- | ---- |
| Átlagos max. hőmérséklet (°C) | 3,0  | 4,8  | 9,5  | 14,5 | 18,8 | 22,2 | 24,2 | 24,1 | 19,1  | 13,6 | 7,1  | 3,7  | 13,8 |
| Átlagos min. hőmérséklet (°C) | −3,2 | −3,2 | −0,3 | 2,8  | 7,2  | 10,7 | 12,2 | 11,9 | 8,0   | 4,6  | 0,7  | −2,2 | 4,1  |
| Átl. csapadékmennyiség (mm)   | 45   | 34   | 47   | 46   | 85   | 92   | 94   | 92   | 62    | 53   | 50   | 50   | 750  |
| Havi napsütéses órák száma    | 62   | 88   | 138  | 186  | 212  | 228  | 244  | 230  | 163   | 107  | 56   | 54   | 1768 |
| Forrás: NOAA                  |      |      |      |      |      |      |      |      |       |      |      |      |      |

## Története

### Ókor
A hagyomány szerint Trier után a mai Németország második legrégebbi városa. A római várost Kr. e. 15-ben alapították, Augusta Vindelicorum néven a vindelicusok területén. A Kr. u. 70-es tűzvészt követően a tábor és a polgárváros újra felépült, Traianus császár 95-ben Raetia provincia székhelyévé tette, Hadrianus császár pedig 121-ben municipiumi rangra emelte. Az ekkor már Municipium Aelium Augustum néven ismert település öt római főút kereszteződésében állt. 294-től Raetia secunda székhelye, és feltehetően a 3. század óta püspöki székhely volt. Diocletianus császár keresztényüldözése idején 304-ben itt végezték ki Szent Afra vértanút. A római hatalom meggyengülése után alemann törzsek foglalták el. A város búcsújáróhely volt, és a legtöbb római településsel ellentétben nem néptelenedett el, sőt az 5. század elejéről is jelentős építkezésekről tudunk.

### Középkor
955-ben a várostól délre fekvő Lech-mezőn I. Ottó német király Ulrich augsburgi püspök segítségével vereséget mért a kalandozó magyarokra. 1156-ban Barbarossa Frigyestől újra városi rangot kapott. Két évvel később birodalmi gyűlés helyszíne volt, amelyen Frigyes meghozta az Augsburgi döntést Oroszlán Henrik és Freisingi Ottó püspök között, megalapítva München városát. 1276-ban Habsburg Rudolf szabad birodalmi város rangjára emelte. A várost a következő időszakban különböző patríciuscsaládok irányították, míg végül az elnyomás ellen tiltakozó kézművesek céhei is szóhoz jutottak a város irányításában. Ulrich Schwarz polgármester (1469-1478) felkarolta a kisebb céheket, megszabadította a várost adósságaitól, ám amikor szembekerült a patríciusokkal, véres eszközökhöz folyamodott, ezért kivégezték. 1540-ben megalakult az augsburgi tőzsde. 1547-re megszűnt a céhek befolyása a városban, és két kereskedőcsalád, a Fuggerek és a Welserek kezébe került a hatalom.

### Reformáció

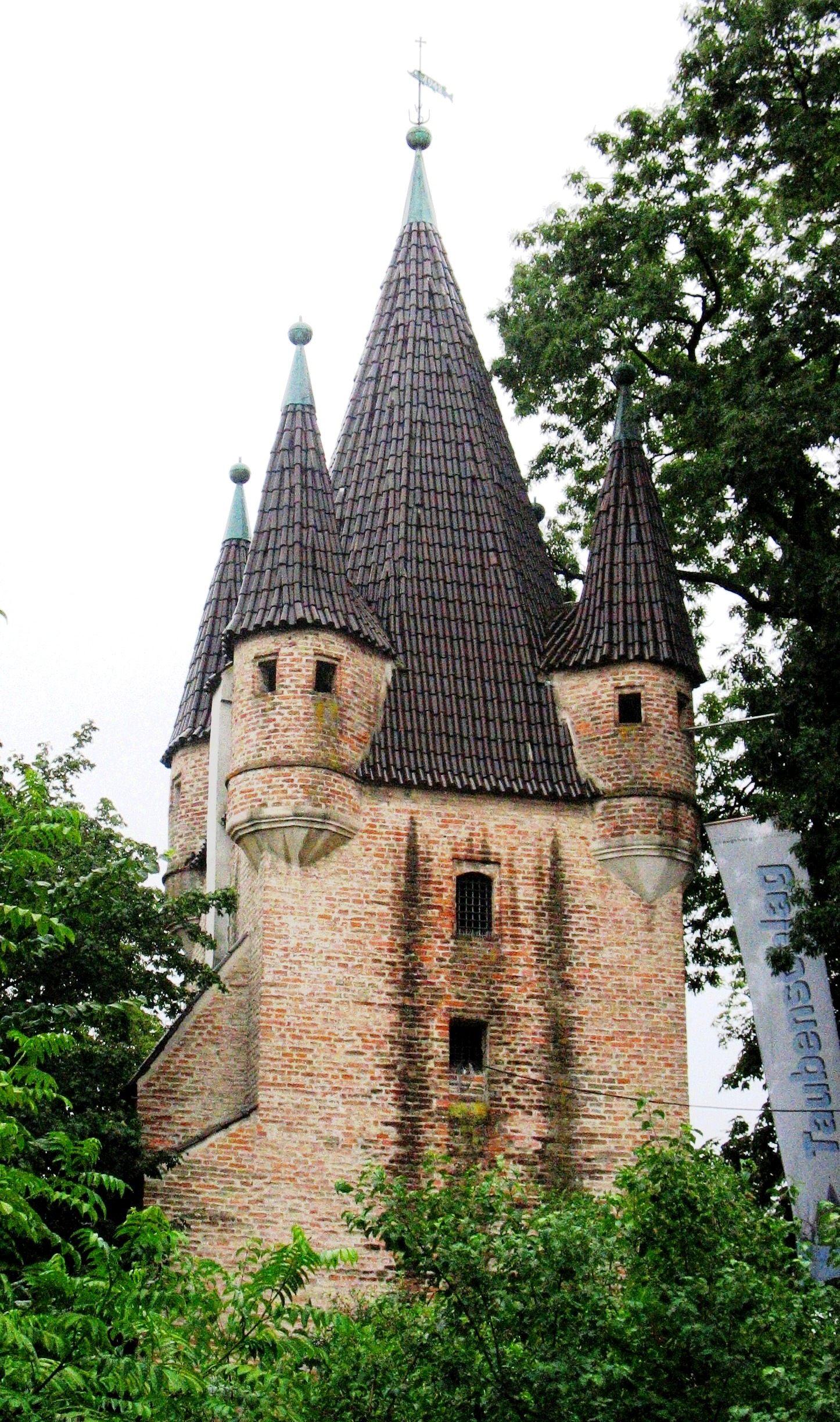
Fünfgratturm

A város 1529-ben a speyeri birodalmi gyűlésben az evangélikus kisebbséghez tartozott. 1530-ban a reformáció lutheri irányzatának képviselői benyújtották az Ágostai hitvallást (Confessio Augustiana), létrehozva ezzel az evangélikus egyházat. 1534. július 22-én a városi tanács nyolc kolostortemplom kivételével betiltotta a katolikus szertartásokat, és csak a város által engedélyezett prédikátorok működhettek. Ezzel kinyilvánította, hogy a város jogot formál a vallásos élet irányítására. 1548-ban V. Károly császár új alkotmányt adott a városnak, amelynek értelmében a város irányításában pontosan egyforma szerep jutott a katolikusoknak és evangélikusoknak (vagyis minden hivatalból, a polgármesteriből is, kettő volt). 1555-ben a Habsburgok és az evangélikus rendek között megszületett az augsburgi vallásbéke, ez nyugalmat biztosított a város életében.

### Újkor
A Harmincéves háború alatt 1632-ben a svédek elfoglalták a várost, majd egy hosszú békeidőszak következett. A spanyol örökösödési háború során újra elfoglalták, ezúttal a bajorok (1703). Johann Heinrich Schüle itt alapította meg 1771-ben az első gyárat az európai kontinensen. A textilipar gépesítése 1794-ben Augsburgban is a takácsok felkeléséhez vezetett.
A Pozsonyi béke értelmében (1805) Augsburg elvesztette szabad birodalmi városi rangját, és Bajorország része lett. Johann Friedrich Cotta vezetésével itt adták ki a kor legjelentősebb napilapját, az Allgemeine Zeitungot. 1862-ben külön körzetté vált, amely a mai augsburgi járás elődje volt. A 19. században újabb ipari fellendülés következett, a textilipar mellett a gépgyártás (többek közt a ma is létező MAN – Maschinenfabrik Augsburg Nürnberg) volt jelentős, 1927-től pedig itt volt a Messerschmitt AG székhelye. 1898 óta jár a villamos a város utcáin, 1917 óta pedig közvilágítás van.
A város a II. világháborúban jelentős károkat szenvedett, hiszen több katonai létesítmény működött itt. 1942-ben a MAN tengeralattjáró-üzeme, 1944-ben pedig a Messerschmitt repülőgépgyár és a vasútállomás volt a célpont. 1945. április 28-án az amerikai csapatok ellenállás nélkül vonultak be a városba, és jelentős támaszpontot hoztak létre, amelyet csak 1998-ban, az amerikai hadsereg végleges kivonásakor adtak fel.
A háborús károk helyreállítása máig is zajlik, ám sok jelentős épület már eredeti szépségében tekinthető meg. A háborút követően fellendült a város sportélete is, 1972-ben pedig itt rendezték meg a müncheni Olimpiai játékok néhány selejtezőjét. 1970-ben létrejött az augsburgi egyetem, később a klinika, amely egyesítette a korábban szétszórtan működő egészségügyi intézményeket. 1999-ben mindkét folyó megáradt, és egy átszakadt gát miatt egész városrészek kerültek víz alá. A 2000-es években a gazdaság ingadozása jelenti a legnagyobb problémát, amely miatt a városban átlagon felüli a munkanélküliség.

## Népesség
| Lakosok száma | 28 902 | 210 500 | 249 943 | 264 800 | 263 313 | 269 402 | 276 542 | 289 584 | 300 000 | 303 150 |
|               | 1808   | 1968    | 1975    | 1994    | 2008    | 2011    | 2013    | 2016    | 2019    | 2023    |

A római város az egyik legnépesebb római település volt az Alpoktól északra, kb. 15-20 000 lakossal. A középkorban és a kora újkorban a város 30 000 lakosával a Német-római Birodalom egyik legnagyobb városa (Köln és Prága mellett). Lakossága a következő évszázadok során nem növekedett, a 19. század folyamán viszont 26 000-ről 80 000-re nőtt. A II. világháborúig ez a szám újra megduplázódott. Ma több mint 301 000 lakosa van.

## Közlekedés

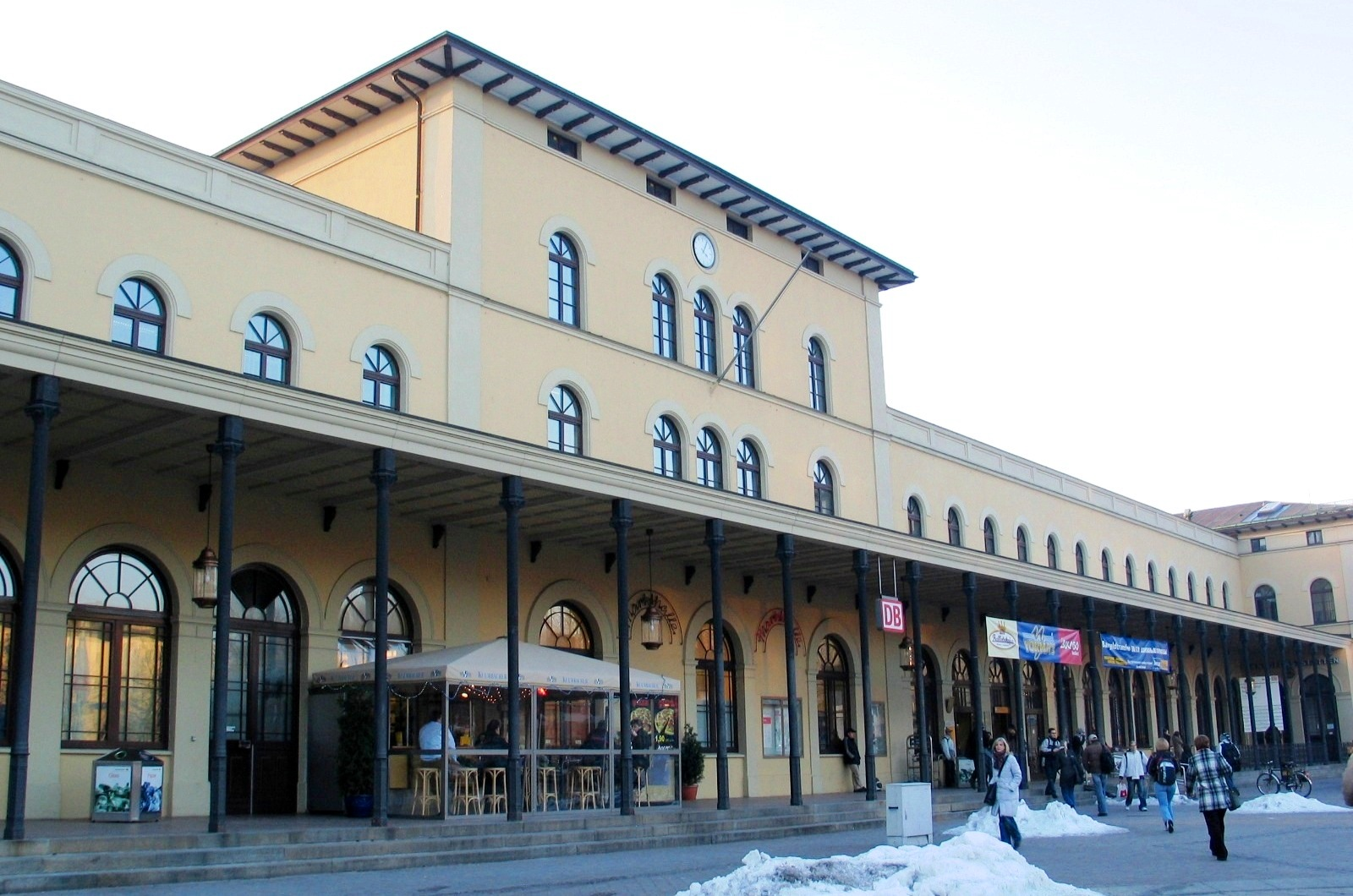
Augsburg Hauptbahnhof

Münchennel és Stuttgarttal az A8-as autópálya köti össze.

### Közösségi közlekedés
A közösségi közlekedést a Augsburger Verkehrsverbund (AVV) irányítja. Hat helyi vasút, öt villamosvonal, 27 nappali és 6 éjszakai buszjárat működik a városban.

### Vasút
Augsburgnak hét vasútállomása van, a legnagyobb az 1843-tól 1846-ig épített főpályaudvar.

### Légi közlekedés
Az augsburgi repülőtér a város északi határában, Affing és Gersthofen irányában található. A légikikötőt 1916-ban kezdték el építeni. 1985-ig, mint magánrepülőtér; majd 1985 és 2002 között országon belüli légiközlekedésben vett részt. 2002 óta csak magángépek leszállása engedélyezett.

## Híres események a várossal kapcsolatban

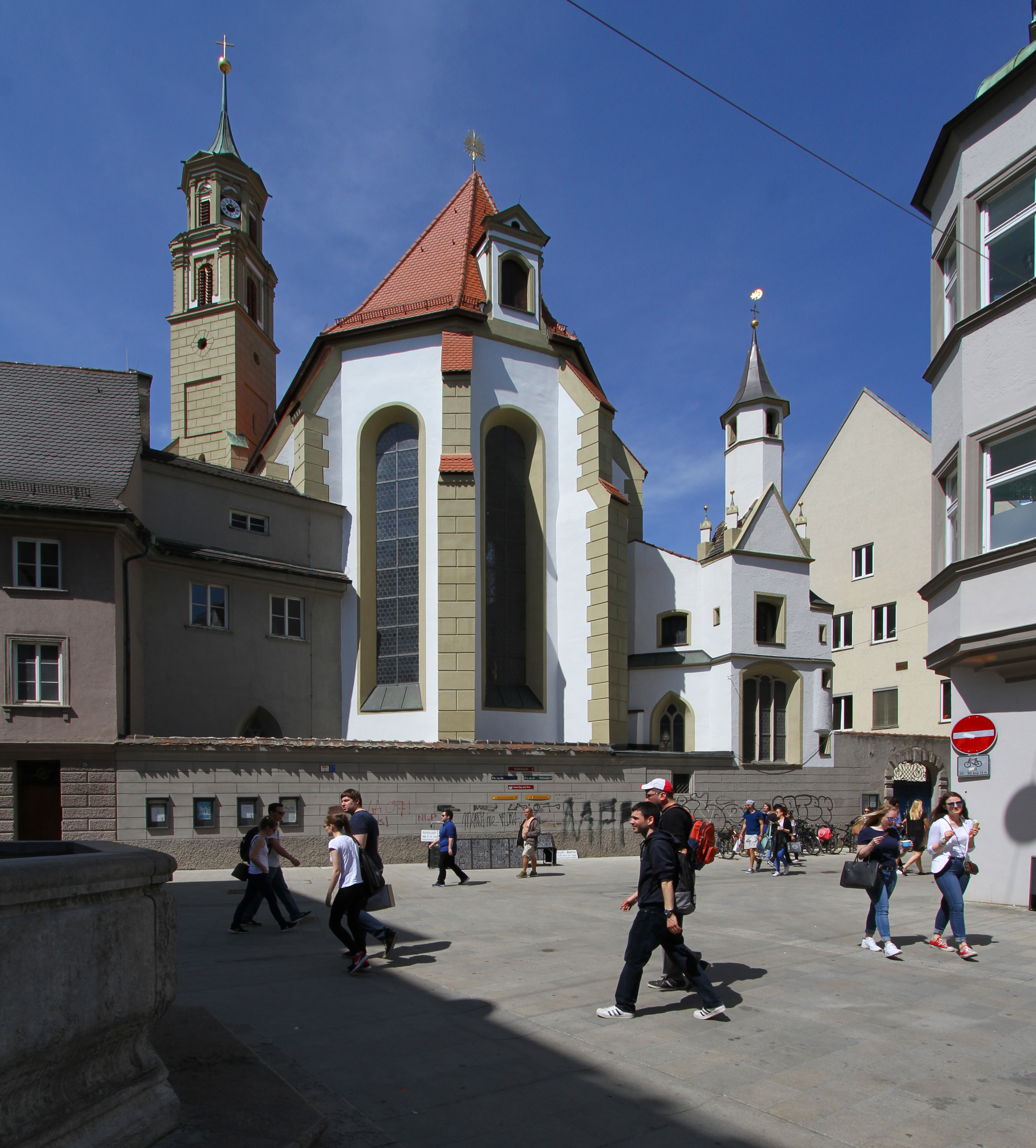
Szt. Anna templom

- 95 – Raetia római provincia székhelye
- 294 – Raetia secunda provincia székhelye
- 955 – Augsburgi csata
- 1158 – Az Augsburgi döntés, München megalapítása
- 1530 – Az Ágostai hitvallás felolvasása
- 1540 – Az augsburgi tőzsde alapítása
- 1555 – Augsburgi vallásbéke

## Főbb látnivalók
- Városháza

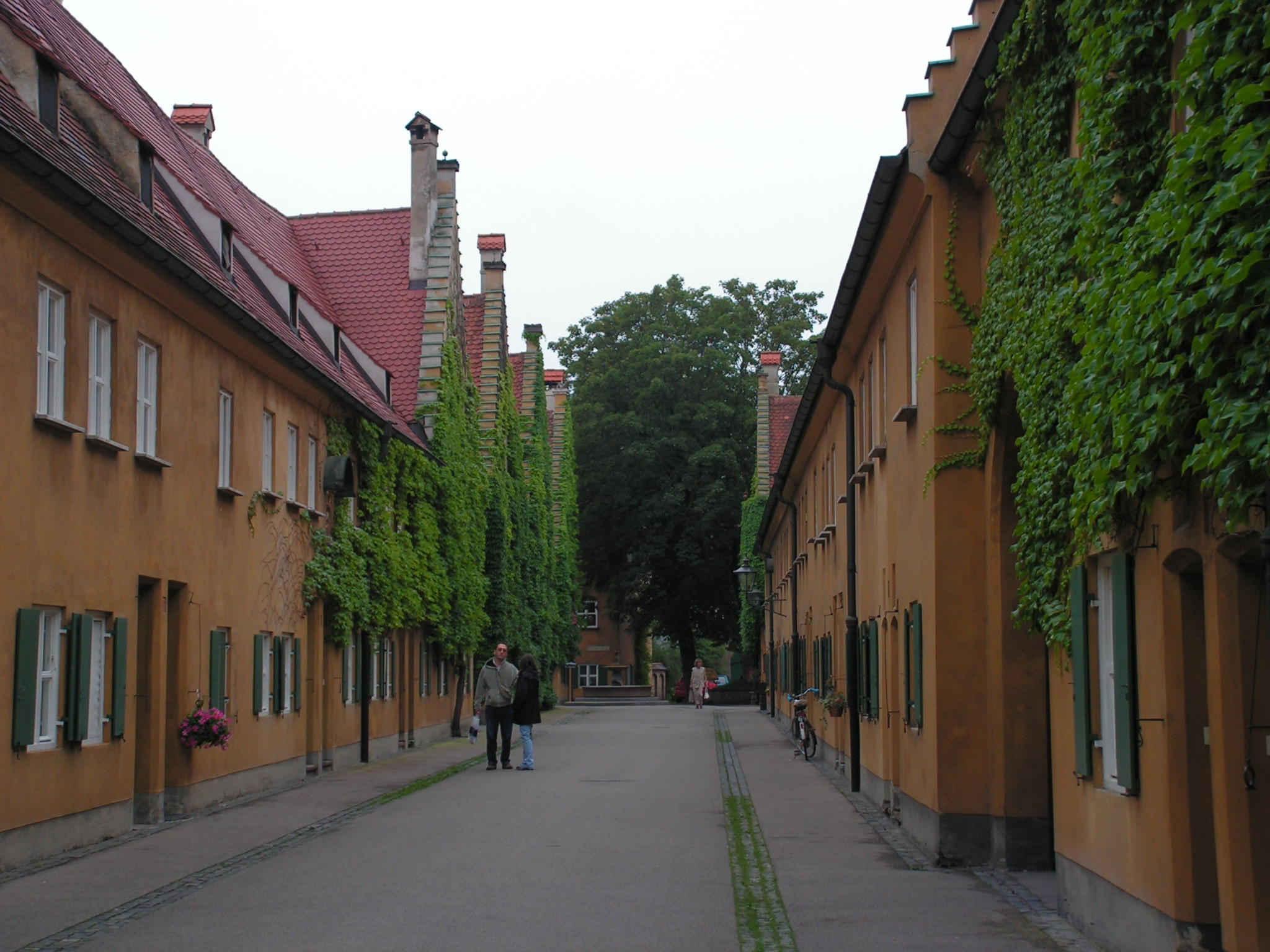
A Fuggerei: a Fuggerek bérházai

- Der Goldene Saal (a Városháza Aranyterme)
- Perlachturm
- Fuggerei
- Püspöki rezidencia
- Katedrális
- Szt. Anna templom (egy ideig Luther tartózkodási helye)
- Augsburger Puppenkiste (bábszínház)
- Eiskanal
- Dorint Hotel Tower
- Szt. Ulrik and Szt. Afra apátság
- Mozarthaus Augsburg (Leopold Mozart szülőháza)
- Bertolt Brecht gyermekkori otthona

## Nevezetességek
- Szudétanémet Napok. Az egykori Csehszlovákiából a második világháború után elűzött szudétanémetek és leszármazottaik kétévenként megrendezett hagyományos pünkösdi találkozója.

## Testvérvárosok
- Inverness, Egyesült Királyság, 1956 óta
- Amagaszaki, Japán, 1959 óta
- Nagahama, Japán, 1959 óta
- Bourges, Franciaország, 1963 óta
- Dayton (Ohio), Amerikai Egyesült Államok, 1964 óta
- Liberec, Csehország, 2001 óta
- Dzsinan, Kína, 2004 óta

## Fordítás
- Ez a szócikk részben vagy egészben  az   Augsburg című német Wikipédia-szócikk fordításán alapul.  Az eredeti cikk szerkesztőit annak laptörténete sorolja fel. Ez a jelzés csupán a megfogalmazás eredetét és a szerzői jogokat jelzi, nem szolgál a cikkben szereplő információk forrásmegjelöléseként.